# Mercedes-Benz Model K
 (décembre 2012).
Si vous disposez d'ouvrages ou d'articles de référence ou si vous connaissez des sites web de qualité traitant du thème abordé ici, merci de compléter l'article en donnant les références utiles à sa vérifiabilité et en les liant à la section « Notes et références ».
La Mercedes Model K fut une voiture de sport produite par la marque allemande Mercedes-Benz. 
Fabriquée de 1926 à 1931, elle était dotée d'un compresseur.
Elle est longue de 4 mètres 74, large de 1 mètre 76, haute de 1 mètre 85 et a un empattement de 3 mètres 40.
Six moteurs sont disponibles:
un 6 cylindres 3920 cm³ 70 chevaux;
un 6 cylindres turbo 3920 cm³ 100 chevaux;
un 6 cylindres 6243 cm³ 100 chevaux;
un 6 cylindres turbo 6243 cm³ 140 chevaux et 
un 6 cylindres turbo 6243 cm³ 160 chevaux.